# 9257 Кунісуке
9257 Кунісуке (9257 Kunisuke) — астероїд головного поясу, відкритий 24 вересня 1973 року.
Тіссеранів параметр щодо Юпітера — 3,228.